# Apparecchiatura audio
L'Apparecchiatura audio si riferisce a dispositivi che riproducono, registrano o elaborano il suono. Questo include microfoni, ricevitori radio, ricevitori AV, lettori CD, registratori a nastro, amplificatori, mixer, unità di effetti, e gli altoparlanti.